# Yunano Honjo
Yunano Honjo (本条友奈埜, Honjō Yūnano, Tóquio, 14 de dezembro de 1999), antes conhecida como Yunano Notsu (野津友那乃, Notsu Yunano) é uma idol, cantora, modelo e atriz japonesa. Ela é representada pela agência de talentos Amuse e integrou os grupos Sakura Gakuin e Pastel Wind, subgrupo de Sakura Gakuin, grupos formado por essa agência. Atualmente Notsu integra o grupo HGS (acrônimo de Harajuku Girls School), juntamente de Marina Horiuchi e Hana Taguchi.

## Biografia
Foi vice-campeã na audição Garota Ciao 2009, realizada pela revista Ciao, quando Notsu assinou com a agência de talentos Amuse. Em maio de 2012, tornou-se integrante do grupo idol Sakura Gakuin, juntamente à Saki Ooga e Mariri Sugimoto, além de tornar-se integrante de seu subgrupo Pastel Wind. Em abril de 2014, Licca-chan, uma marca de bonecas Japonesa, fez sua estreia com o grupo idol HGS (Harajuku Girls School) com o single "Mignon☆Papillon", e Notsu integrou o grupo com o papel de MISAKI nas canções e apresentações ao vivo. Em maio de 2014 tornou-se a Presidente de Conferência do grupo Sakura Gakuin. Em 27 e 28 de setembro, Sakura Gakuin realizou dois concertos, onde seu subgrupo Twinklestars retornou à ativa, e Notsu tornou-se uma de suas integrantes. Em 29 de março, Sakura Gakuin realizou o concerto anual de graduação, The Road to Graduation 2014 Final ~Sakura Gakuin 2014 Nendo Sotsugyo~, onde Notsu, juntamente de Moa Kikuchi, Yui Mizuno e Hana Taguchi, deixou o grupo.
Em maio de 2015, foi anunciado que Notsu veio a mudar seu nome para Yunano Honjo.

## Detalhes pessoais
Em novembro de 2014, a altura de Notsu era 1,65cm.

## Afiliações
- Sakura Gakuin (2012–2015)
  - Pastel Wind (subgrupo de Sakura Gakuin; 2012–2014)
  - Twinklestars (subgrupo de Sakura Gakuin; 2014–2015)
- HGS (2014–atualmente)

## Discografia

### Sakura Gakuin
Álbuns
1. Sakura Gakuin 2010 Nendo ~message~ (27 de abril de 2011)
2. Sakura Gakuin 2011 Nendo ~Friends~ (21 de março de 2012)
3. Sakura Gakuin 2012 Nendo ~My Generation~ (13 de março de 2013)
4. Sakura Gakuin 2013 Nendo ~Kizuna~ (12 de março de 2014)
5. Sakura Gakuin 2014 Nendo ~Kimi ni Todoke (25 de março de 2015)

Singles
1. "Yume ni Mukatte / Hello! Ivy" (8 de dezembro de 2010)
2. "Friends" (23 de novembro de 2011)
3. "Verishuvi" (21 de dezembro de 2011)
4. "Tabidachi no Hi ni" (12 de fevereiro de 2012)
5. "Wonderful Journey" (5 de setembro de 2012)
6. "My Graduation Toss" (27 de fevereiro de 2013)
7. "Ganbare!!" (9 de outubro de 2013)
8. "Jump Up ~Chiisana Yuki~" (12 de fevereiro de 2014)
9. "Heart no Hoshi" (22 de outubro de 2014)
10. "Aogeba Totoshi ~from Sakura Gakuin 2014~" (4 de março de 2015)

### HGS
Singles
1. "Mignon☆Papillon" (16 de abril de 2014)
2. "ONE CHECK SWEETNESS" (16 de julho de 2014)
3. "Mignon☆Papillon/ONE CHECK SWEETNESS" (2 de agosto de 2014)

## Filmografia

### Doramas televisivos
| Título                                       | Episódios / Datas de transmissão | Empresa transmissora | Papel          |
| -------------------------------------------- | -------------------------------- | -------------------- | -------------- |
| Hagane no On'na season2 (ハガネの女 season2) | 6 de abril de 2011               | tv asahi             | Rina Matsutani |
| 11 Nin mo Iru! (11人もいる!)                 | 25 de novembro de 2011 (ep. 6)   | tv asahi             | Kumiko         |

### Dublagem
Filmes
| Título                                                                             | Data de lançamento                            | Distribudor  | Papel |
| ---------------------------------------------------------------------------------- | --------------------------------------------- | ------------ | ----- |
| The Chronicles of Narnia: The Voyage of the Dawn Treader (dublagem para o japonês) | 25 de fevereiro de 2011 (lançamento no Japão) | Walden Media | Gael  |

### Vídeos musicais
- Yuzu — "Shou" (翔) (30 de novembro de 2011)